# Elecciones estatales del Sarre de 1990

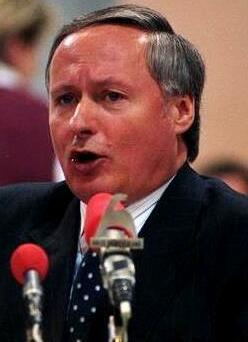
Oskar Lafontaine, candidato y vencedor en las elecciones estatales del Sarre en 1990.

Las elecciones estatales del Sarre de 1990 tuvieron lugar el 28  de enero de 1990. El SPD fue el claro ganador de las elecciones y continuó gobernando en solitario. La participación fue del 83,2%.

## Situación

### Candidatos
El SPD postuló al primer ministro Oskar Lafontaine como candidato principal. La CDU postuló con el ministro Federal de Medio Ambiente, Klaus Töpfer.

### Metas planteadas
Oskar Lafontaine hizo campaña para mantener su mayoría absoluta. La CDU y el FDP hicieron campaña con el objetivo de reemplazar al gobierno del SPD. Los Verdes, que hasta ahora nunca habían sido representados en el parlamento del Sarre y que en 1985 habían llegado al 2,5 por ciento de los votos, se pusieron como meta llegar al Parlamento en esta elección.

## Resultado
El SPD experimentó ganancias electorales y estuvo representado en el Parlamento con 30 escaños, lo que supone su mejor resultado histórico en el Sarre.
Esto fue compensado con la disminución de la CDU y el FDP. La CDU sufrió su peor resultado desde 1955, el FDP apenas logró saltar por encima del umbral del cinco por ciento, que habían superado considerablemente en la última elección.
Los Republicanos, que participaban por primera vez en una elección estatal de Sarre, obtuvieron el 3,4%, obteniendo más votos que Los Verdes.
Los Verdes, con el 2,6 por ciento de los votos, fallaron nuevamente en el intento de entrar en el Parlamento.
Los resultados completos fueron:
| Partido | Partido | %      | Escaños |
| ------- | ------- | ------ | ------- |
|         | SPD     | 54,4 % | 30      |
|         | CDU     | 33,4 % | 18      |
|         | FDP     | 5,6 %  | 3       |
|         | REP     | 3,4 %  | —       |
|         | GRÜNE   | 2,6 %  | —       |
|         | NPD     | 0,2 %  | —       |
|         | Familie | 0,2 %  | —       |
|         | DKP     | 0,1 %  | —       |

## Post-elección
La mayoría absoluta del SPD fue confirmada y reforzada. Así Oskar Lafontaine fue capaz de formar un gobierno de nuevo sin un socio de coalición.
Tras su rotundo triunfo electoral, Lafontaine fue nombrado candidato a canciller del SPD para las elecciones federales de ese año contra Helmut Kohl.